# Масако
Императрица Масако (яп. 皇后雅子 Ко:го: Масако, род. 9 декабря 1963, Токио), имя при рождении Масако Овада (小和田 雅子) — императрица Японии с 1 мая 2019 года, супруга и консорт 126-го императора Нарухито, старшего сына императора Акихито и императрицы Митико. Является членом японской императорской семьи с момента замужества — 9 июня 1993 года.

## Биография
Масако — старшая дочь Хисаси Овады, дипломата и председателя Международного суда ООН. У неё есть две младшие сестры, близнецы Сэцуко и Рэйко.
Масако переехала в Москву с родителями, когда ей было два года, где она посещала советский детский сад. После возвращения в Японию она обучалась в частной школе для девочек Denenchofu Futaba в Токио с начального класса вплоть до второго года старшей средней школы[уточнить]. Масако с семьей переехали в Соединенные Штаты, когда её отец стал приглашенным профессором Гарвардского Университета, а также заместителем посла Японии в Соединенных Штатах. Она окончила среднюю школу в Белмонте, штат Массачусетс, около Бостона, где стала президентом Национального Общества Чести (the National Honor Society).
Масако поступила в Гарвард, где получила высшее образование со степенью в области экономики, а также в оксфордский Баллиол-колледж на курсы специалиста в области международных отношений, но не окончила их. В 1986 году Масако вернулась в Японию, где для изучения права поступила в Токийский университет, в котором преподавал её отец, а также начала готовиться к вступительным экзаменам на должность в Министерстве иностранных дел.
Масако бегло разговаривает на английском и французском, эти языки она изучала в 1983 году в центре французских исследований при университете Гренобль-Альпы, а также владеет немецким, русским и испанским.

### Брак

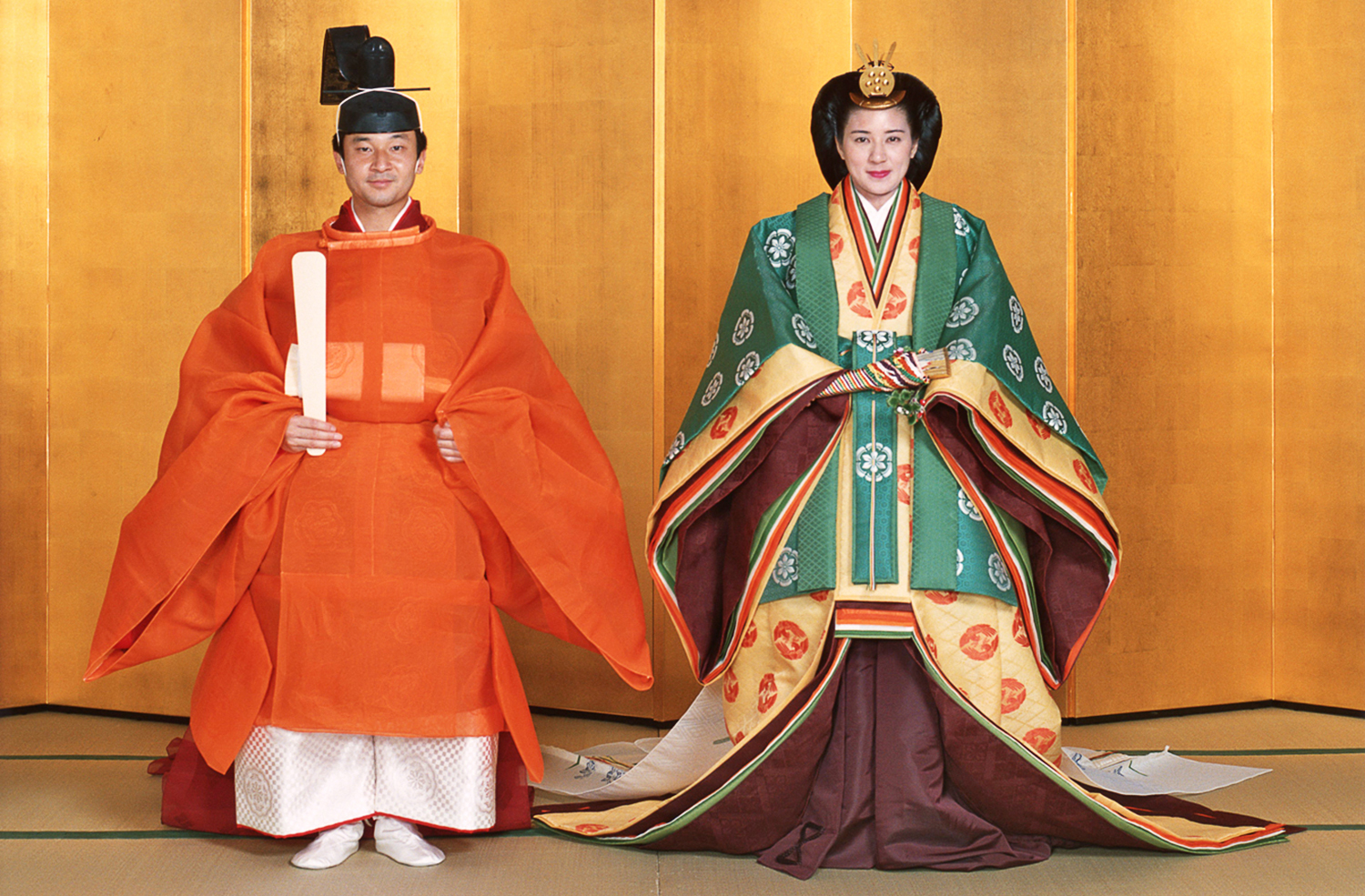
Свадьба Нарухито и Масако, 1993 г.

Масако в первый раз встретилась с наследным принцем, когда была студенткой Токийского университета, в ноябре 1986 года на приёме в честь испанской инфанты Елены, хотя некоторые говорят, что они встречались и раньше, когда её отец работал сопровождающим членов императорского семейства. Предполагалось, что на этом вечере Нарухито должен был подобрать себе будущую супругу. Имеются данные, что имя Масако Овады было дописано от руки к списку приглашённых буквально в последний момент: к этому времени число потенциальных кандидаток на руку и сердце наследного принца насчитывало более 30 девушек. Наследный принц с первого взгляда влюбился в Масако и начал добиваться её взаимности. Масако и кронпринц были замечены вместе много раз на публике в течение 1987 года.
Имя Масако исчезло из списка возможных невест из-за того, что её дедушка по материнской линии, Ютака Эгасира, был председателем корпорации Тиссо (Chisso), чья деятельность привела к экологическому бедствию: в 1953—1956 гг. 43 японца из прибрежного города Минамата скончались из-за отравления метиловой ртутью, попавшей в их организмы из заражённой рыбы. Источником ртути являлись жидкие отходы одного из местных предприятий по производству поливинилхлорида. Однако неофициально отношения с принцем продолжились. Нарухито делал предложение несколько раз, прежде чем Масако дала своё согласие. Императорский Дворец объявил о помолвке 19 января 1993 года. Новость оказалась неожиданной для японского общества, которое считало, что их отношения давно прекратились.
Наследный принц и Масако поженились на традиционной свадебной церемонии 9 июня 1993 г.

### Деятельность
Масако работала в японском Министерстве иностранных дел вместе со своим отцом, генеральным директором и будущим вице-министром. В течение своей карьеры она познакомилась со многими мировыми лидерами, такими как американский президент Билл Клинтон и российский президент Борис Ельцин. Она также принимала участие в переговорах с Соединенными Штатами, связанными со сверхпроводниками, в качестве переводчика.
Принцесса Масако исчезла из общественной жизни в конце 2003 года, предположительно из-за умственного переутомления, которое многие частично связывают с давлением, оказываемым на неё из-за необходимости произвести на свет наследника мужского пола.
За последующие годы Масако пропустила большинство своих обязанностей, хотя вместе с мужем — наследным принцем Нарухито — принимала участие в ряде публичных церемоний. 3 марта 2009 года наследная принцесса Масако посетила выставку в одном из токийских магазинов, впервые за последние три года приступив к исполнению своих обязанностей в одиночку. Это был первый одиночный выход Масако «на люди» с марта 2006 года, когда она посетила педиатрический центр Международного госпиталя им. Св. Луки в токийском районе Тюо. А 18 апреля, впервые за 15 месяцев (в январе 2008 года Масако посетила ряд мероприятий в префектуре Нагано, в частности, приняла участие в церемонии открытия фестиваля национальных зимних видов спорта), наследная принцесса вместе с наследным принцем приступили к исполнению официальных обязанностей за пределами Токио — приняли участие в мероприятии по озеленению в Иокогаме.
30 апреля 2013 года Нарухито и Масако присутствовали на инаугурации короля Нидерландов Виллема-Александра.
4 июля 2015 года Нарухито и Масако присутствовали на коронации короля государства Тонга Тупоу VI.
12 ноября 2015 года Масако впервые за 12 лет посетила традиционный осенний приём в саду Акасака.
Почётный член оксфордского Баллиол-колледжа.

### Здоровье
Принц Нарухито 11 июля 2008 года обратился к публике за пониманием и сочувствием к положению его больной жены, принцессы Масако, которая страдает от тяжёлой формы депрессии, диагностируемой как «синдром нарушения адаптации», и редко появляется на публике. Принц находился в 8-дневной поездке по Испании без неё: «Я прошу вас понять, что Масако сейчас делает всё возможное, чтобы выздороветь при помощи окружающих её людей, и отнестись к ней с великодушным терпением». В последние годы здоровье Масако улучшилось.

## Семья и дети
У императора и императрицы один ребёнок, принцесса Айко (её официальный титул «Тоси-но мия», или принцесса Тоси), родившаяся 1 декабря 2001 года.
Рождение девочки, которое произошло через восемь с лишним лет после бракосочетания родителей, спровоцировало горячие споры в Японии относительно того, может ли Закон Императорского Дома 1947 года быть изменен в отношении возможности наследования Хризантемового трона по женской линии, а не только по мужской.
Назначенная правительством группа экспертов представила 25 октября 2005 года доклад, согласно которому было рекомендовано изменить Императорский закон о порядке наследования в сторону первородства. 20 января 2006 года премьер-министр Дзюнъитиро Коидзуми отвёл часть своей ежегодной программной речи обсуждению данного вопроса, когда он обязался представить в парламент законопроект, позволяющий женщинам наследовать императорский трон. Коидзуми не огласил сроков создания и деталей законопроекта, но отметил, что разработка будет проводиться в соответствии с заключениями правительственной группы 2005 года.
Японская Конституция не позволяет членам императорского семейства участвовать в политической жизни. Однако довольно часто заявляется, что огромное давление со стороны Управления по делам императорского двора в отношении рождения наследника вероятнее, чем ограничение карьеры дипломата, вызвало психическое перенапряжение у Масако, которое заставило её отказаться от участия в общественных мероприятиях с 2004 года в целях лечения. В мае 2004 года отчаявшийся Нарухито перед отъездом в Европу заявил: «Абсолютно верно, что особенности уклада жизни императорской семьи заставили принцессу Масако отказаться от своей дипломатической карьеры, а также ущемляли её индивидуальность». Кроме того, он пожаловался на то, что путешествие без супруги будет для него «мучительным». В ответ глава Управления по делам императорского двора сообщил, что в будущем поездки за границу будут устроены в большем соответствии с потребностями четы.
У Нарухито и Масако есть собака Юри.
Племянник
Планы по изменению закона о наследовании трона по мужской линии были отложены после того, как в феврале 2006 года было объявлено, что брат принца Нарухито, принц Фумихито, и его жена, принцесса Кико, ожидают рождения их третьего ребенка. 6 сентября 2006 года принцесса Кико родила сына, принца Хисахито, который стал вторым в порядке наследования Хризантемового Трона согласно действующему закону, после его отца, принца Фумихито.